# 颜海蒂
颜海蒂（英語：Heidi Gan，1988年10月8日—）生于澳大利亚南澳大利亚州阿德莱德，是一名马来西亚女子游泳运动员，主攻长距离自由泳。她在5岁时开始接触游泳项目，2010年开始主攻公开水域游泳。她原本希望代表澳大利亚参赛，但为了能够获得更多参加国际赛事的机会，最终选择代表马来西亚参赛。2019年6月，颜海蒂正式宣布退役。